# 2020–2021-es angol női labdarúgó-bajnokság (első osztály)
A 2020–2021-es angol női labdarúgó-bajnokság első osztálya (hivatalos nevén: FA Women's Super League) tizenkét csapat részvételével 2020. szeptember 5-én rajtolt a szigetországban.

## A bajnokság csapatai
Az angol női labdarúgó-bajnokság első osztályát tizenkét csapat részvételével rendezték. A bajnokságot az előző szezon címvédője a Chelsea együttese nyerte, a Bristol City pedig búcsúzni kényszerült.

### Csapatváltozások
| Feljutott az első osztályba | Kiesett a másodosztályba |
| --------------------------- | ------------------------ |
| Aston Villa                 | Liverpool                |

### Csapatok adatai
| Klub                   | Település            | Stadion              | Férőhely | Vezetőedző      | 2019–20-as helyezés |
| ---------------------- | -------------------- | -------------------- | -------- | --------------- | ------------------- |
| Arsenal                | Borehamwood          | Meadow Park          | 4 502    | Joe Montemurro  | 3.                  |
| Aston Villa            | Walsall              | Bescot Stadion       | 11 000   | Marcus Bignot   | 1. Ch.              |
| Birmingham City        | Solihull             | Damson Park          | 3 050    | Carla Ward      | 11.                 |
| Brighton & Hove Albion | Crawley              | Broadfield Stadion   | 6 134    | Hope Powell     | 9.                  |
| Bristol City           | Bath                 | Twerton Park         | 3 528    | Matt Beard      | 10.                 |
| Chelsea                | Kingston upon Thames | Kingsmeadow          | 4 850    | Emma Hayes      | 1.                  |
| Everton                | Liverpool            | Walton Hall Park     | 2 200    | Willie Kirk     | 6.                  |
| Manchester City        | Manchester           | Academy Stadion      | 7 000    | Gareth Taylor   | 2.                  |
| Manchester United      | Manchester           | Leigh Sports Village | 12 000   | Casey Stoney    | 4.                  |
| Reading                | Reading              | Madejski Stadion     | 24 161   | Kelly Chambers  | 5.                  |
| Tottenham Hotspur      | Barnet               | The Hive Stadion     | 6 500    | Rehanne Skinner | 7.                  |
| West Ham United        | Romford              | Victoria Road        | 6 078    | Olli Harder     | 8.                  |

### Vezetőedző váltások
| Csapat            | Távozó edző                     | Ok                | Dátum              | Poz. | Érkező edző               | Dátum              |
| ----------------- | ------------------------------- | ----------------- | ------------------ | ---- | ------------------------- | ------------------ |
| Aston Villa       | Gemma Davies                    | másodedző pozíció | 2021. január 25.   | 12.  | Marcus Bignot (megbízott) | 2021. január 25.   |
| Bristol City      | Tanya Oxtoby                    | szülési szabadság | 2021. január 15.   | 12.  | Matt Beard (megbízott)    | 2021. január 15.   |
| Tottenham Hotspur | Karen Hills, Juan Carlos Amorós | menesztés         | 2020. november 19. | 12.  | Rehanne Skinner           | 2020. november 19. |
| West Ham United   | Matt Beard                      | közös megegyezés  | 2020. november 19. | 11.  | Billy Stewart (megbízott) | 2020. november 19. |
| West Ham United   | Billy Stewart (megbízott)       | szerződés vége    | 2020. december 23. | 11.  | Olli Harder               | 2020. december 23. |

## Tabella
| #   | Csapat                 | M  | GY | D | V  | G+ – G– | GK  | P  | Megjegyzések                 |
| --- | ---------------------- | -- | -- | - | -- | ------- | --- | -- | ---------------------------- |
| 1.  | Chelsea CV B           | 22 | 18 | 3 | 1  | 69–10   | +59 | 57 | Bajnokok Ligája (2. forduló) |
| 2.  | Manchester City        | 22 | 17 | 4 | 1  | 65–13   | +52 | 55 | Bajnokok Ligája (2. forduló) |
| 3.  | Arsenal                | 22 | 15 | 3 | 4  | 63–15   | +48 | 48 | Bajnokok Ligája (1. forduló) |
| 4.  | Manchester United      | 22 | 15 | 2 | 5  | 44–20   | +24 | 47 |                              |
| 5.  | Everton                | 22 | 9  | 5 | 8  | 39–30   | +9  | 32 |                              |
| 6.  | Brighton & Hove Albion | 22 | 8  | 3 | 11 | 21–41   | −20 | 27 |                              |
| 7.  | Reading                | 22 | 5  | 9 | 8  | 25–41   | −16 | 24 |                              |
| 8.  | Tottenham Hotspur      | 22 | 5  | 5 | 12 | 18–41   | −23 | 20 |                              |
| 9.  | West Ham United        | 22 | 3  | 6 | 13 | 21–39   | −18 | 15 |                              |
| 10. | Aston Villa Ú          | 22 | 3  | 6 | 13 | 15–47   | −32 | 15 |                              |
| 11. | Birmingham City        | 22 | 3  | 6 | 13 | 15–43   | −28 | 14 | 1 pont levonva               |
| 12. | Bristol City K         | 22 | 2  | 6 | 14 | 18–72   | −54 | 12 | Championship                 |

Utolsó frissítés: 2021. május 9. 
Forrás: FA WSL 
A rangsorolás alapszabályai: 1. összpontszám, 2. egymás elleni eredmények összpontszáma, 3. gólkülönbség, 4. szerzett gólok száma.
(B): Bajnokcsapat, (K): Kieső csapat, (F): Feljutó csapat, (I): Kupainduló, (R): A rájátszás győztese, (KGY): Kupagyőztes

## Statisztikák

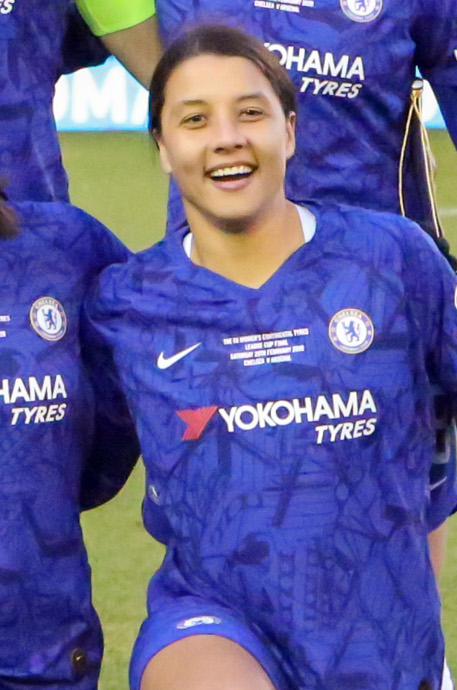
A Sam Kerr 21 találatával lett a legeredményesebb játékos

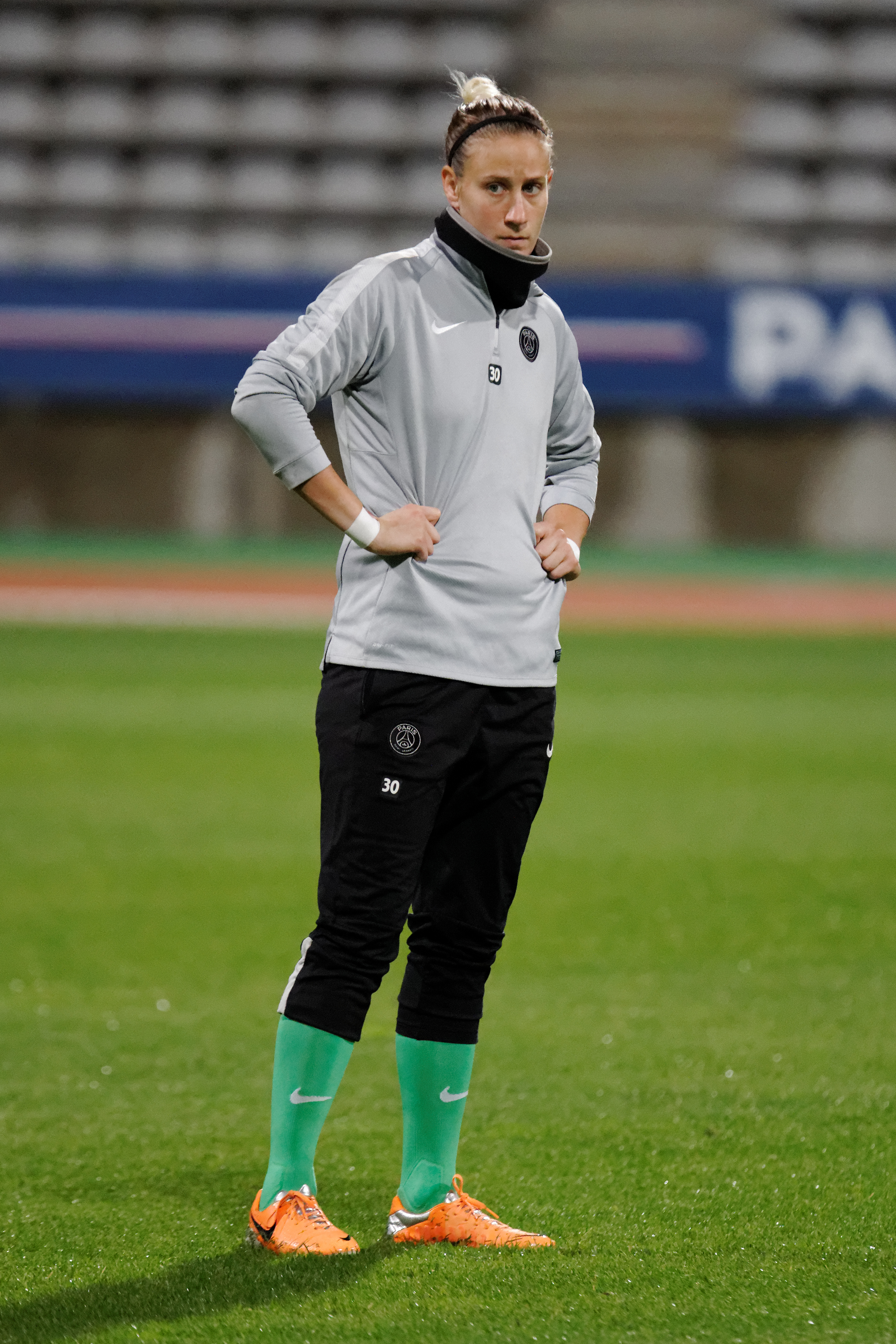
12 meccsen volt bevehetetlen Ann-Katrin Berger kapuja

| Gól | Név                    | Csapat                           |
| --- | ---------------------- | -------------------------------- |
| 21  | Sam Kerr               | Chelsea                          |
| 18  | Vivianne Miedema       | Arsenal                          |
| 16  | Fran Kirby             | Chelsea                          |
| 10  | Caitlin Foord          | Arsenal                          |
| 10  | Chloe Kelly            | Manchester City                  |
| 10  | Ellen White            | Manchester City                  |
| 9   | Pernille Harder        | Chelsea                          |
| 9   | Ella Toone             | Manchester United                |
| 8   | Inessa Kaagman         | Brighton & Hove Albion           |
| 8   | Caroline Weir          | Manchester City                  |
| 7   | Samantha Mewis         | Manchester City                  |
| 7   | Jill Roord             | Arsenal                          |
| 6   | Isobel Christiansen    | Everton                          |
| 6   | Bethany England        | Chelsea                          |
| 6   | Leah Galton            | Manchester United                |
| 6   | Lauren Hemp            | Manchester City                  |
| 6   | Simone Magill          | Everton                          |
| 6   | Ebony Salmon           | Bristol City                     |
| 5   | Valérie Gauvin         | Everton                          |
| 5   | Lucy Graham            | Everton                          |
| 5   | Kirsty Hanson          | Manchester United                |
| 5   | Melanie Leupolz        | Chelsea                          |
| 5   | Kim Little             | Arsenal                          |
| 5   | Jordan Nobbs           | Arsenal                          |
| 5   | Hayley Raso            | Everton                          |
| 5   | Rachel Rowe            | Reading                          |
| 5   | Georgia Stanway        | Manchester City                  |
| 5   | Claudia Walker         | Birmingham City                  |
| 4   | Janine Beckie          | Manchester City                  |
| 4   | Emily van Egmond       | West Ham United                  |
| 4   | Tobin Heath            | Manchester United                |
| 4   | Katie McCabe           | Arsenal                          |
| 4   | Beth Mead              | Arsenal                          |
| 4   | Christen Press         | Manchester United                |
| 4   | Martha Thomas          | West Ham United                  |
| 4   | Aileen Whelan          | Brighton & Hove Albion           |
| 3   | Lauren Bruton          | Reading                          |
| 3   | Danielle Carter        | Reading                          |
| 3   | Kenza Dali             | West Ham United                  |
| 3   | Rachel Daly            | West Ham United                  |
| 3   | Claire Emslie          | Everton                          |
| 3   | I Gummin               | Brighton & Hove Albion           |
| 3   | Natasha Harding        | Reading                          |
| 3   | Ramona Petzelberger    | Aston Villa                      |
| 3   | Alessia Russo          | Manchester United                |
| 3   | Jill Scott             | Manchester City (1), Everton (2) |
| 3   | Jessica Sigsworth      | Manchester United                |
| 3   | Kateřina Svitková      | West Ham United                  |
| 3   | Fara Williams          | Reading                          |
| 2   | Angela Addison         | Tottenham Hotspur                |
| 2   | Jennifer Beattie       | Arsenal                          |
| 2   | Lucy Bronze            | Manchester City                  |
| 2   | Megan Connolly         | Brighton & Hove Albion           |
| 2   | Laura Coombs           | Manchester City                  |
| 2   | Erin Cuthbert          | Chelsea                          |
| 2   | Csi Szojun             | Chelsea                          |
| 2   | Daniëlle van de Donk   | Arsenal                          |
| 2   | Amalie Eikeland        | Reading                          |
| 2   | Lisa Evans             | Arsenal                          |
| 2   | Megan Finnigan         | Everton                          |
| 2   | Jessica Fishlock       | Reading                          |
| 2   | Abi Harrison           | Bristol City                     |
| 2   | Shania Hayles          | Aston Villa                      |
| 2   | Steph Houghton         | Manchester City                  |
| 2   | Ivabucsi Mana          | Aston Villa                      |
| 2   | Lauren James           | Manchester United                |
| 2   | Rianna Jarrett         | Brighton & Hove Albion           |
| 2   | Ruby Mace              | Birmingham City                  |
| 2   | Maren Mjelde           | Chelsea                          |
| 2   | Alex Morgan            | Tottenham Hotspur                |
| 2   | Christie Murray        | Birmingham City                  |
| 2   | Ashleigh Neville       | Tottenham Hotspur                |
| 2   | Jane Ross              | Manchester United                |
| 2   | Nicoline Sørensen      | Everton                          |
| 2   | Millie Turner          | Manchester United                |
| 2   | Keira Walsh            | Manchester City                  |
| 2   | Charlie Wellings       | Bristol City                     |
| 2   | Siri Worm              | Tottenham Hotspur                |
| 2   | Lotte Wubben-Moy       | Arsenal                          |
| 2   | Katie Zelem            | Manchester United                |
| 1   | Chloe Arthur           | Aston Villa                      |
| 1   | Anita Asante           | Aston Villa                      |
| 1   | Rosella Ayane          | Tottenham Hotspur                |
| 1   | Emma Bissell           | Bristol City                     |
| 1   | Gemma Bonner           | Manchester City                  |
| 1   | Chantelle Boye-Hlorkah | Everton                          |
| 1   | Millie Bright          | Chelsea                          |
| 1   | Faye Bryson            | Bristol City                     |
| 1   | Brooke Chaplen         | Reading                          |
| 1   | Niamh Charles          | Chelsea                          |
| 1   | Rachel Corsie          | Birmingham City                  |
| 1   | Yana Daniëls           | Bristol City                     |
| 1   | Gemma Davison          | Tottenham Hotspur                |
| 1   | Magdalena Eriksson     | Chelsea                          |
| 1   | Gemma Evans            | Bristol City                     |
| 1   | Anna Filbey            | Tottenham Hotspur                |
| 1   | Kit Graham             | Tottenham Hotspur                |
| 1   | Freya Gregory          | Aston Villa                      |
| 1   | Mollie Green           | Birmingham City                  |
| 1   | Natalie Haigh          | Aston Villa                      |
| 1   | Nadine Hanssen         | Aston Villa                      |
| 1   | Emma Harries           | Reading                          |
| 1   | Kerys Harrop           | Tottenham Hotspur                |
| 1   | Angharad James         | Reading                          |
| 1   | Alanna Kennedy         | Tottenham Hotspur                |
| 1   | Hayley Ladd            | Manchester United                |
| 1   | Stine Larsen           | Aston Villa                      |
| 1   | Rose Lavelle           | Manchester City                  |
| 1   | Maya Le Tissier        | Brighton & Hove Albion           |
| 1   | Alisha Lehmann         | Everton                          |
| 1   | Adriana Leon           | West Ham United                  |
| 1   | Lucia Leon             | Tottenham Hotspur                |
| 1   | Chloe Logarzo          | Bristol City                     |
| 1   | Ella Mastrantonio      | Bristol City                     |
| 1   | Esme Morgan            | Manchester City                  |
| 1   | Emily Murphy           | Birmingham City                  |
| 1   | Jamie-Lee Napier       | Birmingham City                  |
| 1   | Lucy Quinn             | Tottenham Hotspur                |
| 1   | Jemma Purfield         | Bristol City                     |
| 1   | Guro Reiten            | Chelsea                          |
| 1   | Veatriki Sarri         | Birmingham City                  |
| 1   | Diana Silva            | Aston Villa                      |
| 1   | Danielle Turner        | Everton                          |
| 1   | Leah Williamson        | Arsenal                          |

| Öngól | Név                | Csapat                                       |
| ----- | ------------------ | -------------------------------------------- |
| 2     | Abbie McManus      | Tottenham Hotspur (1), Manchester United (1) |
| 2     | Millie Turner      | Manchester United                            |
| 1     | Sophie Baggaley    | Bristol City                                 |
| 1     | Yana Daniëls       | Bristol City                                 |
| 1     | Emily van Egmond   | West Ham United                              |
| 1     | Magdalena Eriksson | Chelsea                                      |
| 1     | Grace Fisk         | West Ham United                              |
| 1     | Natalie Haigh      | Aston Villa                                  |
| 1     | Jemma Purfield     | Bristol City                                 |
| 1     | Meaghan Sargeant   | Bristol City                                 |
| 1     | Rikke Sevecke      | Everton                                      |
| 1     | Caroline Siems     | Aston Villa                                  |
| 1     | Rebecca Spencer    | Tottenham Hotspur                            |
| 1     | Claudia Walker     | Birmingham City                              |
| 1     | Lotte Wubben-Moy   | Arsenal                                      |

| Mérk. | Név                  | Csapat                 |
| ----- | -------------------- | ---------------------- |
| 12    | Ann-Katrin Berger    | Chelsea                |
| 11    | Ellie Roebuck        | Manchester City        |
| 10    | Mary Earps           | Manchester United      |
| 7     | Lydia Williams       | Arsenal                |
| 6     | Sandy MacIver        | Everton                |
| 6     | Megan Walsh          | Brighton & Hove Albion |
| 6     | Lisa Weiß            | Aston Villa            |
| 4     | Hannah Hampton       | Birmingham City        |
| 4     | Manuela Zinsberger   | Arsenal                |
| 3     | Courtney Brosnan     | West Ham United        |
| 3     | Grace Moloney        | Reading                |
| 2     | Mackenzie Arnold     | West Ham United        |
| 2     | Cecilie Fiskerstrand | Brighton & Hove Albion |
| 2     | Zećira Mušović       | Chelsea                |
| 2     | Rebecca Spencer      | Tottenham Hotspur      |
| 1     | Sophie Baggaley      | Bristol City           |
| 1     | Karen Bardsley       | Manchester City        |
| 1     | Karima Benameur      | Manchester City        |
| 1     | Tinja-Riikka Korpela | Everton                |
| 1     | Aurora Mikalsen      | Tottenham Hotspur      |
| 1     | Carly Telford        | Chelsea                |

## Díjazottak
| Hónap      | A hónap játékosa | A hónap játékosa  | A hónap menedzsere | A hónap menedzsere     | Forrás        |
| Hónap      | Játékos          | Klub              | Menedzser          | Klub                   | Forrás        |
| ---------- | ---------------- | ----------------- | ------------------ | ---------------------- | ------------- |
| Szeptember | Jill Roord       | Arsenal           | Hope Powell        | Brighton & Hove Albion | [ 12 ] [ 13 ] |
| Október    | Vivianne Miedema | Arsenal           | Carla Ward         | Birmingham City        | [ 14 ] [ 15 ] |
| November   | Tobin Heath      | Manchester United | Casey Stoney       | Manchester United      | [ 16 ]        |
| December   | Leah Galton      | Manchester United | Casey Stoney       | Manchester United      | [ 17 ]        |
| Január     | Fran Kirby       | Chelsea           | Emma Hayes         | Chelsea                | [ 18 ]        |
| Február    | Lucy Bronze      | Manchester City   | Hope Powell        | Brighton & Hove Albion | [ 19 ]        |
| Március    | Lotte Wubben-Moy | Arsenal           | Joe Montemurro     | Arsenal                | [ 20 ]        |
| Április    | Sam Kerr         | Chelsea           | Joe Montemurro     | Arsenal                | [ 21 ] [ 22 ] |

| Díj                    | Győztes    | Klub    |
| ---------------------- | ---------- | ------- |
| Az év játékosa (PFA)   | Fran Kirby | Chelsea |
| Az év menedzsere (PFA) | Emma Hayes | Chelsea |
| Az év játékosa (FWA)   | Fran Kirby | Chelsea |